# Pittoresco

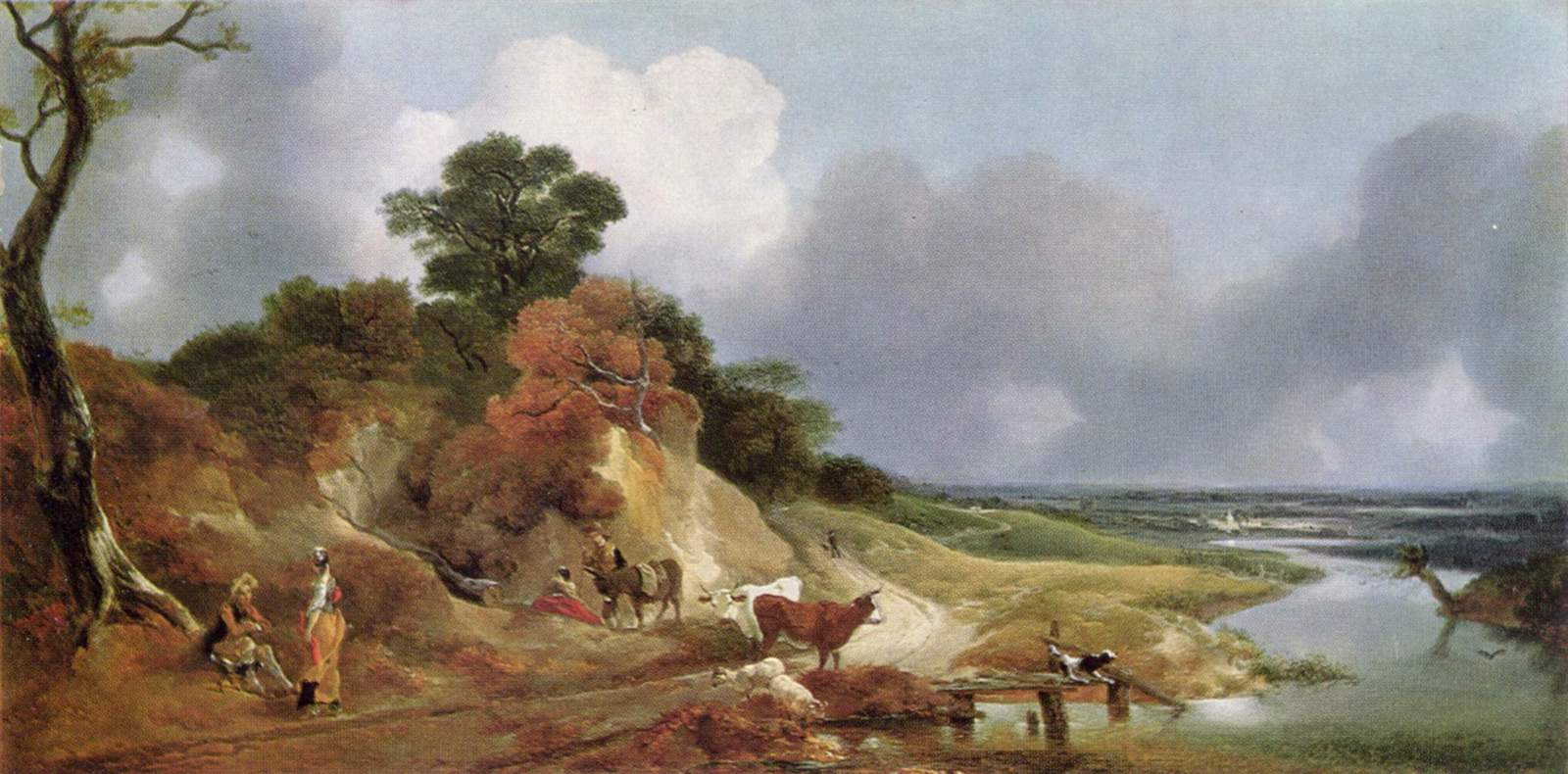
Thomas Gainsborough, Paesaggio, Edimburgo, National Gallery of Scotland

Con il termine pittoresco si intende tutto ciò che, prestandosi ad una  rappresentazione pittorica, è dotato di determinate qualità: varietà e un gradevole disordine.

## Storia
L'estetica del pittoresco nasce in Inghilterra all'inizio del XVIII secolo, in connessione col problema del rapporto tra arte e natura e trovando applicazione pratica sia in un tipo di pittura di paesaggio, affermatosi alla metà del XVIII secolo, caratterizzato da un'inattesa varietà, apprezzabile solo da un occhio colto e allenato, il quale scopre tra mille oggetti il particolare interessante; sia nelle caratteristiche compositive dei giardini all'inglese, che non si avvale più di elementi per definire e circoscrivere lo spazio, come fondali, quinte arboree o prospettive, ma si basa sull'accostamento e sull'avvicendarsi di elementi naturali e artificiali, in modo che chi passeggia scopra senza mai arrivare ad una visione d'insieme.
L'espressione «alla pittoresca» venne utilizzata dal Vasari nelle Vite per indicare modi simili alla pittura, tale significato, accanto a quello più ampio con cui esprime ciò che attiene alla pittura, si conservò immutato molti anni. Marco Boschini, ne La carta del navegar pitoresco, edito a Venezia nel 1660, accosta il vocabolo alla particolare pennellata a macchia tipica della scuola veneziana; sempre il Boschini nel 1674, nella premessa a Le Ricche Minere della pittura veneziana, parla de: «... il tratto Pittoresco, con il colpo sprezzante di pennello, come dello Schiavone e del Bassano». Giovanni Battista Volpato, ne La verità pittoresca, del 1685 circa, associa «...macchia e franchezza pittoresca» ai pittori Palma il Giovane, Bernardo Strozzi e Francesco Maffei. Francesco Milizia, dà una prima connotazione negativa del termine definendolo, nel Dizionario delle Belle Arti del Disegno, edito nel 1797: "un non so che di straordinario che dà subito all'occhio, e diletta". Nel 1662 Salvator Rosa in una lettera a Giovan Battista Ricciardi definisce pittoresco il viaggio da lui intrapreso da Loreto a Roma: «...d'un misto così stravagante d'orrido e di domestico, di piano e di scosceso, che non si può desiderar di vantaggio per lo compiacimento dell'occhio», tanto simile alla pittura da lui praticata.
Ma è nell'Inghilterra della metà del XVIII secolo che il termine viene meglio definito,  nel 1756 Edmund Burke in A Philosophical Enquiry into the Origin of Our Ideas of the Sublime and Beautiful, definisce pittoresca la pittura di Claude Lorrain e Nicolas Poussin, e sublime quella di Salvator Rosa. Nel 1770 William Gilpin in Observations on the River Wye and Several Parts of South Wales Relative Chiefly to Picturesque Beauty, una guida illustrata con una serie di resoconti sulle impressioni ricavate da alcuni viaggi nelle regioni più selvagge dell'Inghilterra, osserva: «Il seguente piccolo lavoro propone un nuovo oggetto di ricerca; quello di non esaminare semplicemente l'aspetto esteriore di un paese; ma di esaminarlo attraverso le regole della bellezza pittoresca: quello di non limitarsi alla descrizione; ma di adattare la descrizione dello scenario naturale ai principî del paesaggio artificiale; e quello di aprire le fonti di quei piaceri che derivano dal paragone». Sempre Gilpin, in Three Essays: On Picturesque Beauty; On Picturesque Travel; and On Sketching Landscape, del 1792, in relazione alla pittura parlerà della «... levigatezza del tutto, troppo perfetta, e come dovrebbe essere in natura, offende in pittura. Trasforma il prato in un pezzo di terreno spezzato: pianta querce ruvide al posto di cespugli fioriti: rompi i bordi del vialetto e dagli la rozzezza di una strada: segnalala con tracce di carri; spargi alcune pietre e rami secchi; in una parola invece di rendere il tutto liscio, rendilo ruvido; e lo renderai anche pittoresco» in particolare saranno i «resti di antica architettura; la torre diroccata, l'arco gotico, i ruderi di castelli, e abbazie».
Nel 1805 Richard Payne Knight in An Analytical Inquiry into Principles of Taste, nega l'esistenza stessa del pittoresco. L'osservazione scopre il pittoresco, poiché «lo spettatore, avendo un pensiero arricchito dagli abbellimenti del pittore e del poeta, le applica [le esperienze dell'arte] attraverso una associazione spontanea di idee agli oggetti naturali che si presentano al suo occhio, i quali così acquisiscono bellezze ideali e immaginarie; cioè bellezze che non sono percepite dal senso organico della vista; ma dall'intelletto e dalla fantasia per mezzo di quel senso». Uvedale Price pose il pittoresco come terza categoria estetica accanto al Bello e al Sublime, considerandolo come una qualità oggettiva della natura. In Essays on the Picturesque, As Compared with the Sublime and the Beautiful, and on the Use of Studying Pictures, for the Purpose of Improving Real Landscape, del 1810, fornisce gli ingredienti del paesaggio pittoresco: una vecchia e pesante quercia o un nodoso olmo, soprattutto quando siano «...ruvidi, muscosi, con un aspetto secolare, e con improvvise variazioni nelle forme», un asino o un cavallo, purché da tiro, una capra piuttosto che una pecora, gruppi di zingari e mendicanti accanto a vecchi mulini e povere capanne e ancora rovine gotiche di cattedrali e abbazie.